# Schwinger-Effekt

IIn Gegenwart eines starken, konstanten elektrischen Feldes werden spontan Elektronen und Positronen erzeugt.

Der Schwinger-Effekt ist ein vorhergesagtes physikalisches Phänomen, bei dem Materie durch ein extrem starkes elektrisches Feld erzeugt wird.
Dieser Effekt wird auch als Sauter-Schwinger-Effekt, Schwinger-Mechanismus oder Schwinger-Paarproduktion bezeichnet.
Es handelt sich um eine Vorhersage der Quantenelektrodynamik (QED), wonach Elektron-Positron-Paare in Gegenwart eines elektrischen Feldes spontan erzeugt werden und dadurch eine Abschwächung des elektrischen Feldes verursachen.
Der Effekt wurde ursprünglich von Fritz Sauter im Jahr 1931 vorgeschlagen,  weitere wichtige Arbeiten wurden von Werner Heisenberg und Hans Euler im Jahr 1936 durchgeführt, aber erst 1951 lieferte Julian Schwinger eine vollständige theoretische Beschreibung.
Den Schwinger-Effekt kann man als „Zerfall des QED-Vakuums“ oder als „Tunneln von Elektronen aus dem Dirac-See“ in Anwesenheit eines elektrischen Feldes bezeichnen. Obwohl der Begriff des Vakuumzerfalls suggeriert, dass etwas aus dem Nichts entsteht, werden die physikalischen Erhaltungsgesetze dennoch befolgt. Insbesondere sind die elektrische Ladung und die Parität erhalten, da Elektronen und Positronen Antiteilchen des jeweils anderen sind.
Auch die Energieerhaltung ist gewährleistet: Wenn ein Elektron-Positron-Paar erzeugt wird, verliert das elektrische Feld Energie, und zwar um den Betrag von {\displaystyle 2m_{\mathrm {e} }c^{2}}, wobei {\displaystyle m_{\mathrm {e} }} die Masse des Elektrons und {\displaystyle c} die Lichtgeschwindigkeit ist.
Deswegen sind für die Paarerzeugung anderer, schwererer Elementarteilchen (etwa Myon-Antimyon-Paare) höhere Feldstärken nötig.
Der Impuls und der Drehimpuls bleiben erhalten, weil Elektron und Positron in jedem Paar mit entgegengesetzten Geschwindigkeiten und Spins erzeugt werden. Man geht davon aus, dass das Elektron und das Positron (nahezu) im Ruhezustand erzeugt und anschließend durch das elektrische Feld voneinander weg beschleunigt werden.
Ein phänomenologisches Korollar zum Schwinger-Effekt ist die Hawking-Strahlung, die in einem extrem starken Gravitationsfeld, insbesondere um ein Schwarzes Loch, auftritt oder – äquivalent – der Unruh-Effekt bei extrem starker Beschleunigung.

## Mathematische Beschreibung
Die Erzeugung von Schwinger-Paaren in einem konstanten elektrischen Feld erfolgt mit einer konstanten Rate pro Volumeneinheit, gemeinhin als {\displaystyle \Gamma } bezeichnet. Diese Rate wurde erstmals von Schwinger 1951 berechnet und ist in erster Ordnung (Ein-Schleifen-Feynman-Diagramm) gleich
{\displaystyle \Gamma ={\frac {(eE)^{2}}{4\pi ^{3}c\hbar ^{2}}}\sum _{n=1}^{\infty }{\frac {1}{n^{2}}}\mathrm {e} ^{-n\pi {\frac {m^{2}c^{3}}{eE\hbar }}}={\frac {(eE)^{2}}{4\pi ^{3}c\hbar ^{2}}}\sum _{n=1}^{\infty }{\frac {1}{n^{2}}}\mathrm {e} ^{-n\pi {\frac {E_{\mathrm {S} }}{E}}}}
wobei
- {\displaystyle \hbar =h/2\pi } die reduzierte Planck-Konstante,
- {\displaystyle e} die Elementarladung (der Betrag der Ladung des Elektrons)
- {\displaystyle E} der Betrag der elektrische Feldstärke und
- {\displaystyle E_{\mathrm {S} }=m_{\mathrm {e} }^{2}c^{3}/e\hbar \approx 1{,}3\cdot 10^{18}\,\mathrm {V} /\mathrm {m} } das „Schwinger-Limit“

ist.
Diese Formel lässt sich nicht in eine Taylorreihe nach {\displaystyle e^{2}} entwickeln, was die nichtperturbative (nicht-störungstheoretische) Natur dieses Effekts zeigt.
Man kann die Rate der Schwinger-Paarproduktion mit Hilfe von Feynman-Diagrammen ableiten, indem man die unendliche Reihe der unten gezeigten Diagramme mit einer Elektronenschleife und einer beliebige Anzahl von äußeren Photonenlinien (englisch external photon legs) mit jeweils Energie Null  summiert.

Die unendliche Reihe von Feynman-Diagrammen, die für die Schwinger-Paarproduktion relevant sind.

## Nachweismöglichkeiten
Der Schwinger-Effekt wurde aufgrund der erforderlichen extrem starken elektrischen Feldstärken bisher noch nie beobachtet.
Die Paarbildung nimmt exponentiell ab, wenn die elektrische Feldstärke weit unter dem Schwinger-Limit von {\displaystyle E_{\mathrm {S} }\approx 10^{18}\,\mathrm {V} /\mathrm {m} } liegt.
Man hatte ursprünglich gedacht, den Effekt durch Kollision von Schwerionen (Atomkernen mit hoher Ladungszahl, etwa von Transuranen) nachweisen zu können, wenn für kurze Zeit jeweils zwei Atomkerne nahe genug aneinander sind, so dass sich die von ihnen erzeugten elektrischen Felder überlagern (das erzeugte Elektron wäre sofort in den Kern „gestürzt“ und hätte eine Kernreaktion ausgelöst). Diese Anstrengungen waren aber 40 Jahre lang ohne Erfolg (Ruffini et al. 2010).
Auch für die derzeitigen Laseranlagen ist die erforderliche elektrische Feldstärke {\displaystyle E_{\mathrm {S} }} viel zu hoch.
Es wurden jedoch verschiedene Mechanismen vorgeschlagen, um den Prozess zu beschleunigen oder zu verstärken, und dadurch die für eine nachweisbare Paarproduktion erforderliche elektrische Feldstärke zu verringern.
Die Rate der Paarbildung kann beispielsweise in zeitabhängigen elektrischen Feldern erheblich gesteigert werden, und wird daher von hochintensiven Laserexperimenten wie der Extreme Light Infrastructure (ELI) verfolgt.
Daneben bieten sich noch Möglichkeiten einer indirekten Bestätigung:
- Die gleichen Prozesse können in einem viel größeren Maßstab während des Gravitationskollapses untersucht werden, der zur Bildung eines stellaren Schwarzen Lochs führt und einen beobachtbaren Gammablitz (en. Gamma Ray Burst, GRB) erzeugt. Das volle Verständnis dieser Prozesse setzt auch die Einbeziehung von Schwinger-Paarerzeugung (neben anderen Effekten) voraus.[7]
- Man kann auch versuchen, den Schwinger-Effekt mit Quasiteilchen, etwa mit Löchern (Defektelektronen) statt Positronen zu simulieren. Berdyugin, Xin, Kumar, Geim et al. berichteten im Januar 2022 über die erfolgreiche Erzeugung von Elektron-Löcher-Paaren aus dem „Vakuum“, indem sie hohe Ströme durch spezielle Graphen-basierte Vorrichtungen schickten. Aufgrund der speziellen Eigenschaften von Graphen ist es möglich, dass Elektronen aus niedrigen Energieniveaus („Bändern“) sich dem Leitungsstrom anschließen. Die dabei zurückbleibenden Fehlstellen können als positiv geladene Quasiteilchen (sogenannte Löcher) aufgefasst werden. Insgesamt entsteht ein hochgradig ungleichgewichtiger Zustand, der bereits durch kleine, experimentell zugängliche Feldstärken erzeugt werden kann.[14]